# 鶴岡市立羽黒中学校
鶴岡市立羽黒中学校（つるおかしりつ はぐろちゅうがっこう）は、山形県鶴岡市にある公立中学校である。

## 概要
羽黒地区（旧羽黒町）唯一の中学校である。

## 沿革
- 1961年（昭和36年）4月1日 - 羽黒町立大東中学校、羽黒町立泉中学校、羽黒町立広瀬中学校が統合されて羽黒町立羽黒中学校が開校[2]
- 2005年（平成17年）10月1日 - 市町村合併により鶴岡市立羽黒中学校に改称
- 2012年（平成24年）12月22日 - 新校舎が竣工[2]

## 学区
- 鶴岡市立羽黒小学校、鶴岡市立広瀬小学校学区

## 所在地
- 山形県鶴岡市羽黒町荒川字宮東28-1

## その他
- 主に地域に密着した教育を目指しており、毎年羽黒山で開催される[要出典]山楽祭で大田楽という踊りを披露している[3][4]

。
- 修学旅行は沖縄県での平和学習を目的としている。